# Динамо (хоккейный клуб, Таллин)
Хоккейный клуб «Дина́мо» Таллин — команда по хоккею с шайбой из Таллина.

## История
«Динамо» (Таллин) — сильнейшая команда Эстонской ССР в конце 1940-х — начале 1950-х годов. Один из пионеров хоккея с шайбой в СССР.
Основана 15 октября 1946. В 1955 вышла из состава участников чемпионата страны и стала играть лишь в первенстве республики. Цвета: бело-голубые. Матчи проводила на городском стадионе «Динамо». В высшей лиге выступала в 1947—1953. Лучшее место — 8-е (1948). Отличалась тактической грамотностью. Достижению значительных успехов мешала недостаточно высокая физическая подготовка игроков. Сильнейшими были вратарь К. Лиив, защитник О. Ряммаль, нападающие Л. Ряммаль, Э. Крее, X. Рюндва. Тренировал команду известный футбольный арбитр Э. Саар.

Возрождение команды состоялось 15 октября 2016 года.